# 古フランス語
古フランス語（こフランスご、英: Old French、略: OF）は、8世紀から14世紀にかけて、現在のフランス北部を中心に話されていたフランス語およびガロ・ロマンス語の方言連続体。
西ローマ帝国の崩壊（476年）以降、俗ラテン語は地域ごとに分化し、ガリアの俗ラテン語はガロ・ロマンス語と呼ばれる方言群となった。フランス語はそうしたガロ・ロマンス語の一つであるが、古フランス語という際には現代フランス語の直接の祖語だけでなく、ガロ・ロマンス語の諸方言全体を指す。
14世紀にガロ・ロマンス語は、フランス南部のオック語との対比の上で、オイル語として認識されるようになった。ついで14世紀半ばには、オイル語のイル＝ド＝フランス方言に基づいて中期フランス語が生じた。その他の諸方言は、それぞれ独自の変化を遂げていった。
古フランス語が土着の言葉として話されていた領域は、おおまかにフランス王国の歴史的領土とその封臣領、ブルゴーニュ公国、さらにロレーヌ公国とサヴォワ伯国を東限としたものである。全体としては現在の北仏および中央フランス、ベルギーのワロン地域、スイス西部、イタリア北部となる。しかし古フランス語の影響が及んだ地域はそれよりずっと広く、イングランドやシチリア、諸十字軍国家に当時の社会における支配階級の言語として、また通商の言語として伝播した
。

## 分布範囲とヴァリエーション
古フランス語の分布域は、フランス王国北部、上ブルゴーニュ、ロレーヌ公国にあたる。フランス王国内のアンジューやノルマンディーは、12世紀にはプランタジネット朝イングランドの支配下にあったが、言語は古フランス語であった。ノルマン・コンクエスト後には、古フランス語のノルマン方言がイングランドとアイルランドへ渡ってアングロ＝ノルマン語となったほか、十字軍遠征の結果、シチリア王国、アンティオキア公国、エルサレム王国で古フランス語が用いられるようになった。
ガロ＝ロマンス方言連続体（古フランス語）が俗ラテン語から勃興すると、それらガロ＝ロマンス方言はまとめて「オイル語」として認識され、南仏の「オック語」（オクシタノ＝ロマンス方言連続体。こちらも俗ラテン語から生じ、当時プロヴァンス語とも呼ばれた）と対比された。また、上ブルゴーニュは古フランス語圏だったが、新たにフランコ＝プロヴァンス語（フランス語とプロヴァンス語双方の特徴を持つ）グループが発生しつつあり、早ければ9世紀には古フランス語と分離しはじめ、12世紀にははっきり別物となっていた。
- 古フランス語の方言
  - ブルゴーニュ語（英語版）（ブルゴーニュ地方）：この当時のブルゴーニュ公国はディジョンを首都とする独立国だった。
  - ピカルディー語（ピカルディー地方）：主要都市にカレー、リールがある。パリのノートルダム大聖堂の東の扉を開けると、そこはピカルディー語の通じるところ、と言われたほど影響力が強かった。
  - 古ノルマン語（ノルマンディー地方）：主要都市にカーン、ルーアン。11世紀のノルマン・コンクエスト以後イングランドにはノルマン語を話す多数の貴族が渡った。英語に入ったフランス系語彙のうちで古い時代のものはおおむねこの古ノルマン語の影響を受けている。
  - ワロン語（ワロン地方）：現在のベルギーのワロン地域。中心都市はナミュール。
  - ガロ語（ブルターニュ地方）：ブルターニュ公国のロマンス語。ブルターニュにはほかにケルト系のブルターニュ語があった。
  - ロレーヌ語（ロレーヌ地方）：ロレーヌ公国のロマンス語。ロレーヌにはほかにゲルマン系のロレーヌ＝フランコニアン語（英語版）があった。

いわゆる現代フランス語の方言には、古典期（17世紀・18世紀のフランス語。ほぼ現代フランス語と等しい）以後のフランス語から分かれた方言だけでなく、各地の古フランス語が独自に発達したものもある。すなわち、アンジュー方言、ガロ語（上掲）、サントンジュ方言、シャンパーニュ語、ノルマンディー方言（上掲）、ピカルディー方言（上掲）、フランシュ＝コンテ方言、ブルゴーニュ方言（上掲）、ベリー方言、ポワトゥー方言、ロレーヌ方言（上掲）、ワロン語（上掲）などがそれである。

## 歴史

### 俗ラテン語からの変遷
古典ラテン語はプラウトゥスの時代（前3世紀 - 前2世紀）から音韻構造が変化しはじめ、しだいに俗ラテン語（西ローマ帝国共通の話し言葉）になっていった。俗ラテン語は古典ラテン語とは、音韻面ではっきり異なったものとなっている。俗ラテン語は、古フランス語を含むロマンス語すべての祖先である。

### ラテン語以外の影響

#### ケルト語
ケルト語の単語には、俗ラテン語に取り入れられることを通じてロマンス語に入ったものがある。古典ラテン語では「馬」は equus だが、これは俗ラテン語では caballus に替わった。現代フランス語には推定で200語ほどのケルト系語彙が生き残っている。
俗ラテン語の音韻変化を、ガリアの俗ラテン語話者がもともと話していたケルト語の影響によって説明する試みは、これまで1例しか成功していない。というのは、その1例のみはラ・グロフザンク遺跡（1世紀）出土の陶器に記されたケルト語の銘文に実証されているのである。銘文には、paropsides というギリシア語が（ラテン文字で） paraxsidi と書かれているが、これは /ps/、/pt/ という子音クラスタが /xs/、/xt/ に変化したことを示している（語尾が -es でなく -i となっているのは活用形が異なるため）。

#### フランク語
古代末のローマ属州ガリアで話されていた俗ラテン語は、フランク族の話す古フランク語の影響によって、発音・語彙・統辞の面で変化した。ゲルマン系フランク族は5世紀からガリアに定着しはじめ、530年代には後の古フランス語圏全体を征服した。フランス France という国名や言語名 français もフランク族に由来する。
古フランク語は古フランス語が誕生するにあたって決定的な影響を与えた。このことは、古フランス語最古のテキストが他のロマンス語のものより早く現れた理由の一つでもある。というのも、古フランス語は系統の異なるゲルマン系フランク語の影響を被ったため、早くからラテン語との乖離が激しく、相互の理解に障害が生じたからである。また、古オランダ語もオイル語とオック語の差異の一因であると考えられており、ある時期までは北フランス各地でラテン語とゲルマン系言語の二言語状態が続いたが、それらの地域は古フランス語最古のテキストが書かれた地域とまさに一致するのである。フランク語はこの地の俗ラテン語の形を定め、他のロマンス諸語と比較すると非常に際立った特徴を与えた。最も代表的なものに、ラテン語の高低アクセントがゲルマン系の強勢アクセントに替わったこと、その結果として母音が二重化したこと、長母音と短母音の弁別、無強勢音節の欠落、語尾の母音の欠落がある。さらに、俗ラテン語からは絶えて久しかった2つの音素 [h]、[w] が再び持ち込まれた。
現代フランス語においても、ゲルマン系語彙は依然として15％ほど存在すると推定されている。現代フランス語はラテン語やイタリア語から多数の借用を行っているため、この割合は古フランス語ではさらに大きかった。

### フランス語最古のテキスト
813年の第3回トゥール教会会議において、司祭はラテン語でなく現地語（ロマンス語かゲルマン語）で説教を行うよう定められた。これは一般人にはもはや正式なラテン語が理解できなくなっていたことを意味する。
フランス語で書かれたとされる最古の文章は、ライヒェナウ註解、カッセル註解を数えなければ、「ストラスブールの誓約」である。「ストラスブールの誓約」は、東フランク国王ルートヴィヒ2世と西フランク国王シャルル2世が842年に結んだ相互協定であり、両者が協力して中フランク王国に対抗することを目指したものである。

Pro Deo amur et pro Christian poblo et nostro commun salvament, d’ist di en avant, in quant Deus savir et podir me dunat, si salvarai eo cist meon fradre Karlo, et in aiudha et in cadhuna cosa...
主の愛のため、またキリスト者たる民とあまねき救いとのために、今日より以後、主が知識と力とを余に授けたもう限り、余は余の弟シャルルを余の助けにより万事において守護せん（以下略）

「ストラスブールの誓約」に次ぐのが、『聖女ユラリーの続唱』である。『聖女ユラリーの続唱』では文中のスペリングが一貫しており、古フランス語の音韻を再建するのに重要視される。
ユーグ・カペーの即位に始まるカペー朝フランス王国の成立（987年）をもって、イル＝ド＝フランスを中心とする北仏の文化的発展の嚆矢とする。北フランスの文化的優越はゆっくりとではあるが着実に南方、アキテーヌ、トゥールーズへと地歩を進めていった。とはいえ、カペー朝のオイル語とも言うべきイル＝ド＝フランス方言が、標準語としてフランス全土で用いられるようになるのは、1789年のフランス革命以後のことである。

### 中期フランス語へ
中世後期になると、古フランス語という方言連続体はさまざまなオイル語へと分化していった。そうしたオイル語のうち、中期フランス語と呼ばれるのはイル＝ド＝フランスのオイル語である。中期フランス語は近世には南仏オック語圏を含むフランス王国全域で公用語としての地位を確立することになる。なお、各地の民衆生活に標準的な古典フランス語が入り込むのは17世紀から18世紀にかけてで、青色叢書（雑誌や貸本のはしり）が好評を博したことが特に大きい。

## 文学
1100年頃、それまで営々と発展を続けてきた中世の西欧社会から、12世紀ルネサンスと呼ばれる運動が起こり、さまざまな文化的所産をもたらした。14世紀半ばになると古フランス語は中期フランス語となり、15世紀のフランス・ルネサンス期の文学を用意した。
現存するフランス語最古のテキストは9世紀に遡るとはいえ、10世紀以前のテキストはほとんど残っていない。古フランス語で書かれた最初期の作品は聖人伝であり、9世紀後半の『聖女ユラリーの続唱』はその最初のものとされる。
13世紀のはじめに、詩人ジャン・ボデルは中世フランスに流通していた物語を主題別に3種類に分類している。
- フランスもの：シャルルマーニュとその騎士たちの活躍。
- ローマもの：古代ギリシア・ローマの題材。トロイア戦争やローマ建国、アレクサンドロス大王の事績など。
- ブルターニュもの：アーサー王物語。ここでいうブルターニュは、ブルターニュ半島と大ブリテン島（仏：La Grande-Bretagne、英：Great Britain）のこと。

フランスものは武勲詩と呼ばれるジャンルに含まれる。武勲詩はもっぱら叙事詩であって、数行を1単位とする詩連 laisse を連ねて構成され、1行は10音節で母音韻を踏む。100作以上の武勲詩が300ほどの写本によって伝わっている。武勲詩のうちで最も古く、最も名高いものが『ロランの歌』（11世紀後半）である。
武勲詩もまた、同時代の詩人ベルトラン・ド・バール＝シュル＝オーブによる分類以来、伝統的に3分されてきた。
- シャルルマーニュ物語群：『ロランの歌』もここに含まれる。
- ガラン・ド・モングラーヌ物語群：跡継以外の貴族の若者たちが、自らの所領を見つけるべく旅立ち、サラセン人との戦いを繰り広げる冒険活劇。こうした若者たちの共通の先祖としてガランが後付けで設定された。もっとも代表的な登場人物にギヨーム・ドランジュ（英語版）がいる。
- ドーン・ド・マイヤンス物語群：シャルルマーニュに反逆した封臣たちの活躍を描いた武勲詩。ドーンもまた後付けで共通の先祖として設定されたようである。オジェ・ル・ダノワ、ルノー・ド・モントーバン、ジラール・ド・ルシヨンなど。

ベルトランは挙げていないが、第4の分類も設けられる。
- 十字軍物語群：第1回十字軍を扱ったもの。遠征の直後に成立した。

ボデルの分類による「ローマもの」と「ブルターニュもの」は騎士道物語と関連する。騎士道物語は1150年から1220年にかけて韻文で書かれたものが100篇ほど残っているが、1200年頃からは次第に散文で書かれることが一般化し、もともと詩として書かれた物語も少なからず散文に書き改められた。とはいえ14世紀末までは新規の物語詩も書き続けられている。このジャンルの白眉は13世紀の『薔薇物語』で、従来の冒険活劇とはかなり趣を異にしている。
中世フランスの抒情詩は南仏オック語圏の詩と文化に負うところが大きい。ただし、一方で南仏の詩はイベリアのイスラム教世界の詩文の伝統に大きく影響されている。オック語詩人はトルバドゥールと呼ばれ、北仏の抒情詩人はトルヴェールと呼ばれた。
13世紀にはフランスの詩はトルバドゥールの詩とは内容のうえでも形式のうえでもはっきり違う方向へ発展しはじめた。中世の抒情詩は節をつけて器楽とともに歌われるのが常であったが、この時期、詩とともに古代のものとは異なる新しい音楽も誕生しつつあり、そのような新しい詩と曲の傾向はたとえば『フォーヴェル物語』にみてとることができる。上下2巻（上巻1310年、下巻1314年）からなる『フォーヴェル物語』は、教会の悪習を風刺するもので、モテット、レー、ロンドーなどの新しい形式で書かれた多数の詩からなる（作詞・作曲者は多くが不明だが、フィリップ・ド・ヴィトリー作のものがいくつかある。ヴィトリーは新しい音楽をアルス・ノヴァ（羅: ars nova, 新技法）と呼んで従来の音楽と区別しだした人物と考えられている）。中世フランスのアルス・ノヴァにおける詩人兼作曲家としてはギヨーム・ド・マショーがもっともよく知られている。
中世における世俗劇の起源がいずこにあるかという議論はいまだに決着を見ていない。しかしローマの悲喜劇に発する民衆劇が9世紀まで脈々と伝わったという見方はどうやら正しくないらしく、日曜日に教会で行われていた、聖書の題材を詠唱を交えて演じる対話形式の劇が起源であるというのが現在の定説である。教会におけるそうした神秘劇ははじめ修道教会で（もっぱら聖職者間で）、ついで参事会会議場で（世俗の権力者などを交え）、そして最終的に屋外で催されるようになっていき、ラテン語だった劇の言葉も現地語になっていった。12世紀には、聖ニコラウス（サンタクロースのモデルとは別人で学僧の守護聖人）や聖ステファヌスに題を採ったラテン語宗教劇にフランス語で書きこまれたリフレインがみられ、これはこのジャンルにおける最古のフランス語とみなすことができる。フランス語で書かれた初期の悲劇に1150年頃の『アダム劇』 Le Jeu d'Adam がある。『アダム劇』は1行8音節のカプレットで、ラテン語による舞台演出の書き込みがあることから、ラテン語のできる聖職者が平信徒のために書いたと推察される。
古フランス語の寓話は多数が残っている。寓話は多くの作品が作者不明であり、代表的存在と言えるのは、一大ジャンルを築いているトリックスターのルナールぎつねであろう。また、マリー・ド・フランスがイソップに倣った『寓話詩』 Ysopet を著している。寓話に関連するジャンルとして、より猥雑なファブリオーがあり、姦通や聖職者の堕落などを主題としている。ファブリオーはチョーサーやルネサンス期の短編にとって重要な水源となった。

## 音韻
フランス語の音韻は古フランス語期を通じて変化し続けたが、12世紀後半の音韻体系は、大量の詩に残されていることから、さしあたっての標準とすることができる。この時代の文字表記は後代とくらべて表音的であり、表記されている子音は原則としてすべて発音されていた。ただし、破裂音以外の子音の前の s、接続詞 et の t は発音されなかったほか、語末の e は [ə] と発音されていた。

### 子音
|          | 唇音 | 歯音  | 硬口蓋音 | 軟口蓋音 | 声門音 |
| -------- | ---- | ----- | -------- | -------- | ------ |
| 鼻音     | m    | n     | ɲ        |          |        |
| 破裂音   | p b  | t d   |          | k ɡ      |        |
| 破擦音   |      | ts dz | tʃ dʒ    |          |        |
| 摩擦音   | f v  | s z   |          |          | (h)    |
| 側面音   |      | l     | ʎ        |          |        |
| ふるえ音 |      | r     |          |          |        |

注：
- 破擦音 /ts/、/dz/、/tʃ/、/dʒ/ は 中期フランス語期に摩擦音（[s]、[z]、[ʃ]、[ʒ]）に変化した。/ts/ の音は c、ç、語末の z などで表され（cent 「100」、chançon 「歌」、priz 「値段」）、/dz/ は語中の z などで表された（doze 「12」）。
- Conseil 「助言」、travailler 「働く」などの /ʎ/ （l mouillé、湿音の L）は、現代フランス語では /j/ となっている。
- /ɲ/ が語中だけでなく語末にも表れた（poing 「手」）。語末の /ɲ/ は後に子音としては失われ、鼻母音となった。
- /h/ はゲルマン語からの借用語にのみ見られ、後には失われた。ラテン語にもともと存在した /h/ は早くに失われている（ラテン語 homō → 古フランス語 om、uem）。
- ラテン語の /t/ ないし /d/ に由来する /d/ で、母音に挟まれているものは、早くに弱化し [ð] となった（同時代のスペイン語 amado [aˈmaðo] を参照のこと）。また、語末の [ð] は無声化して [θ] となった。テキストによっては [ð]、[θ] はそれぞれ dh、th と表記された（aiudha、cadhuna、Ludher、vithe）が、1100年にはいずれも消失した[4]。

### 母音
古フランス語では鼻母音は独立の音素としては存在せず、鼻音の前に母音が来るときにその母音の異音として現れることがあった。なお、この鼻音は（現代フランス語と異なり）完全に発音されていた（よって、 bon 「良い」は現代フランス語では [bɔ̃] だが、古フランス語では [bõn] であった）。また、鼻音の前でさえあれば、その音節が開音節であっても鼻母音が現れることがあった（現代フランス語では開音節に鼻母音が現れることはない）。そのため、現代フランス語の bonne [bɔn] に対応する古フランス語は bone [bõnə] となる。

#### 単母音
|          |          | 前舌母音 | 中舌母音 | 後舌母音 |
| -------- | -------- | -------- | -------- | -------- |
| 狭母音   | 口腔母音 | i y      |          | u        |
| 狭母音   | 鼻母音   | [ĩ] [ỹ]  |          |          |
| 半狭母音 | 口腔母音 | e        | ə        |          |
| 半狭母音 | 鼻母音   | [ẽ]      | ə        | [õ]      |
| 半広母音 | 半広母音 | ɛ        |          | ɔ        |
| 広母音   | 口腔母音 | [a]      | [a]      | [a]      |
| 広母音   | 鼻母音   | [ã]      | [ã]      | [ã]      |

注：
- 古フランス語期以前には /o/ も存在したが、狭母音化して /u/ となった。ただし、後になって /aw/ が単母音化した際や、/ɔ/ が特定の状況で狭母音化した際に再び現れた（たとえば /s/ や /z/ の前など。後に /s/ となった /ts/ の前は除く）。
- /õ/ も、中英語に入った語彙では発音が /uːn/ となっていることから推して、方言によっては狭母音化して /u/ となったらしい。たとえば、ラテン語の computāre は古フランス語で conter （母音は /õ/）であるが、中英語では counten （母音は /uːn/）であり、中英語にフランス語系語彙を持ち込んだ古ノルマン語では母音が /u/ であったらしいことが推察される（現代英語では count /aʊn/）。ただし、いずれにしてもこの変化の痕跡は後に狭鼻母音 /ĩ ỹ *ũ/ が広母音化して /ɛ̃ œ̃ ɔ̃/ となった際にかき消されてしまった。

#### 二重母音および三重母音
|                                         | IPA          | 単語の例     | 語義             |
| 下降二重母音                            | 下降二重母音 | 下降二重母音 | 下降二重母音     |
| --------------------------------------- | ------------ | ------------ | ---------------- |
| 口腔母音                                | /aw/         | chevaus      | 馬               |
| 口腔母音                                | /oj/         | toit         | 屋根             |
| 口腔母音                                | /ow/         | coup         | 打つ             |
| 口腔母音                                | /ew/ ~ /øw/  | neveu        | 甥               |
| 鼻母音                                  | /ẽj/         | plein        | 満ちた（形容詞） |
| 鼻母音                                  | /õj/         | loing        | 遠い             |
| 上昇二重母音                            |              |              |                  |
| 口腔母音                                | /je/         | pié          | 足               |
| 口腔母音                                | /ɥi/         | fruit        | 果実             |
| 口腔母音                                | /we/ ~ /wø/  | cuer         | 心               |
| 鼻母音                                  | /jẽ/         | bien         | 良く（副詞）     |
| 鼻母音                                  | /ɥĩ/         | juignet      | 7月              |
| 鼻母音                                  | /wẽ/         | cuens        | 伯爵（nom. sg.） |
| 三重母音 強勢は常に中央の母音に置かれる |              |              |                  |
| 口腔母音                                | /e̯aw/        | beaus        | 美しい           |
| 口腔母音                                | /jew/        | dieu         | 神               |
| 口腔母音                                | /wew/        | jueu         | ユダヤ人         |

注：
- 古フランス語初期、つまり12世紀中ごろまでは、⟨ai⟩ は二重母音 /aj/ を表していたが、後に単母音 /ɛ/ を表すようになった[5]。また ⟨ei⟩ は /ej/ を表したが、古フランス語後期には、鼻音化した場合をのぞいて、/oj/ に統合された。
- 表中で上昇二重母音とあるものは、古フランス語初期には下降二重母音であった可能性がある（表中の上からそれぞれ /ie̯/、/yj/、/ue̯/ であった）。古い詩の母音韻では、⟨ie⟩ と表記される二重母音はどのような単母音の組み合わせとも韻を踏まないことから、⟨ie⟩ が /je/ であったと素直に解することはできないようである。
- ⟨ue⟩ および ⟨eu⟩ という表記の発音については諸説がある。古フランス語の初期には両者はそれぞれ /uo/、/ou/ を表し（ただし ⟨uo⟩、⟨ou⟩ と書かれることもあった）、中期フランス語期には /ø ~ œ/ に統合されていたが、その間の過渡期の発音についてはよくわかっていない。

## 文法

### 名詞
古フランス語の名詞では、主格（文中で主語となる格）と斜格（主格以外のすべての働きを担う格）の2つの格が維持されていた。なお、スペイン語やイタリア語などいくつかのロマンス語ではフランス語より早く格変化が消失した。格の区別は、少なくとも男性名詞では、定冠詞と名詞自体の変化形とで示されていた。男性名詞 li voisins 「隣人」を例に格変化を示すと以下の表のようになる（なお、「隣人」の歴史的変遷は、ラテン語：vicínus /wiˈkiːnus/ → ロマンス祖語：*[*/veˈt͡sinu(s)/] → 古フランス語：voisins /vojˈzĩns/ となる。現代フランス語では le voisin）。
|        |                       | ラテン語      | 古フランス語 |
| ------ | --------------------- | ------------- | ------------ |
| 単数形 | 主格                  | ille vicīnus  | li voisins   |
| 単数形 | 斜格 (ラテン語は対格) | illum vicīnum | le voisin    |
| 複数形 | 主格                  | illī vicīnī   | li voisin    |
| 複数形 | 斜格 (ラテン語は対格) | illōs vicīnōs | les voisins  |

格の区別は古フランス語後期には消滅しはじめる。主格と斜格のうち現代語まで残るのは大方のロマンス語の場合と同じく通常は斜格であった（たとえば、現代フランス語の l'enfant 「子供」は、古フランス語の斜格形 l'enfant に由来し、かつ同形である。主格形は li enfes）。しかし主格形と斜格形が大きく異なっている場合には、主格形の方が生き残ったり、主格形と斜格形がそれぞれ違う意味の単語になったりすることもあった。
- ラテン語の sénior 「年長の」に由来する名詞 li sure は、主格形 li sure、斜格形 le seigneur の両方が異なる意味の単語となって現代フランス語まで残った。主格形は、羅：sénior → 古仏：sure → 仏：sire （貴人に用いる尊称。英語の lord や sir にあたる）。斜格形は、羅：seniórem → 古仏：seigneur → 仏：seigneur 「領主、主君」
- 現代フランス語の sœur 「姉/妹」は主格形由来で、斜格形は残っていない。主格は、羅：sóror → 古仏： suer → 仏：sœur。斜格は、羅：sorórem → 古仏：seror。
- 現代フランス語の prêtre 「司祭」は主格形由来。斜格形はパリの通りの名にのみ残る（Rue des Prouvaires）。主格は、羅：présbyter → 古仏：prestre → 仏：prêtre。斜格は、羅：presbýterem → 古仏：prevoire（のち provoire） → 仏：prouvaires。
- ラテン語の hómo 「人」は、主格形から現代フランス語の不定代名詞 on を、斜格形から名詞 homme 「男、人」を生じた。主格は、羅：hómo → 古仏：om → 仏：on。斜格は、羅：hóminem → 古仏：ome → 仏：homme。

主格と斜格の区別が主格形の語尾の -s のみのとき、この -s を同音異義語との区別のため綴りの上で残したケースが少数ながら存在する。たとえば現代フランス語 fils 「息子」（← 羅：filius（主格））は、fil 「糸」との区別のために古フランス語時代からの -s を残している。なお、fils の語尾の -s はいったん発音されなくなったが、のちに綴りにつられて再び発音されるようになり現代に至る（/fi/ → 現仏：/fis/）。綴りと発音の関係一般に関しては en:Spelling pronunciation も参照のこと。
スペイン語・イタリア語同様、文法上の性からは中性が失われ、ラテン語で中性に分類されていた名詞は男性名詞に統合された。ただし、ラテン語の中性名詞のうち、複数形をもととして女性名詞単数形となったものがある。たとえば、ラテン語の gaudiu(m) は gaudia という複数形で用いられることのほうがずっと多く、-a という形が一般的な女性名詞の単数形と同形であることから、俗ラテン語ではこの単語は女性名詞単数形と捉えられるようになった。これがさらに変化し、現代フランス語では la joie 「喜び」という女性名詞となっている。
名詞の語形変化一覧は以下のとおりとなる。
|         |          | 第1変化名詞（女性） | 第1変化名詞（女性） | 第1変化名詞（女性） | 第2変化名詞（男性） | 第2変化名詞（男性） | 第2変化名詞（男性） |
| 第1変化 | 第1変化a | 第1変化a            | 第2変化             | 第2変化             | 第2変化a            |                     |                     |
| 意味    | 意味     | 女                  | 物・事              | 都市                | 隣人                | 従者                | 父                  |
| ------- | -------- | ------------------- | ------------------- | ------------------- | ------------------- | ------------------- | ------------------- |
| 単数形  | 主格     | la fame             | la riens            | la citéz            | li voisins          | li sergenz          | li pere             |
| 単数形  | 斜格     | la fame             | la rien             | la cité             | le voisin           | le sergent          | le pere             |
| 複数形  | 主格     | les fames           | les riens           | les citéz           | li voisin           | li sergent          | li pere             |
| 複数形  | 斜格     | les fames           | les riens           | les citéz           | les voisins         | les sergenz         | les peres           |

|          |          | 第3変化名詞（男・女） | 第3変化名詞（男・女） | 第3変化名詞（男・女） | 第3変化名詞（男・女） | 第3変化名詞（男・女） | 第3変化名詞（男・女） | 第3変化名詞（男・女） | 第3変化名詞（男・女） |
| 第3変化a | 第3変化b | 第3変化c              | 第3変化d              | 第3変化d              | 第3変化d              | 第3変化d              | 第3変化d              |                       |                       |
| 意味     | 意味     | 歌い手                | 男爵                  | 尼                    | 姉/妹                 | 子供                  | 司祭                  | 領主                  | 伯爵                  |
| -------- | -------- | --------------------- | --------------------- | --------------------- | --------------------- | --------------------- | --------------------- | --------------------- | --------------------- |
| 単数形   | 主格     | li chantere           | li ber                | la none               | la suer               | li enfes              | li prestre            | li sire               | li cuens              |
| 単数形   | 斜格     | le chanteor           | le baron              | la nonain             | la seror              | l'enfant              | le prevoire           | le seigneur           | le conte              |
| 複数形   | 主格     | li chanteor           | li baron              | les nones             | les serors            | li enfant             | li prevoire           | li seigneur           | li conte              |
| 複数形   | 斜格     | les chanteors         | les barons            | les nonains           | les serors            | les enfanz            | les prevoires         | les seigneurs         | les contes            |

古フランス語の第1変化名詞は古典ラテン語の第1変化名詞に由来する。第1変化aはおおよそがラテン語で第3変化をとる女性名詞からなる。第2変化名詞はラテン語の第2変化名詞からなり、第2変化aは、ラテン語の第2変化名詞のうち -er で終わるものと、第3変化をとる男性名詞からなる。なお、第2変化aでは単数主格の語尾に -s をとるものが存在しない。これは、第2変化aのルーツのいずれも単数主格の語尾が -s でないことを引き継いだものである。
第1変化名詞と第2変化名詞では、かつて存在した多様な活用形から類推によって一般的な形になったものが多数みられる。たとえば、ラテン語で -ae だった第1変化名詞複数主格形の語尾は、本来 -Ø （子音クラスタのあとは -e）となるはずだが実際には -es となっており、また第2変化aの例では li pere の複数主格は本来 *li peres （ラテン語では illi patres）であるが、通常の第2変化名詞にならって li pere となっている。
第3変化名詞では第1・第2変化と異なり、単数主格形が多様である。第3変化aは、ラテン語で単数主格が -átor、単数対格が -atórem であった名詞（動作主名詞の一部）からなり、アクセント位置の移動も保持されている。第3変化bはラテン語で単数主格が -o、単数対格が -ónem だった単語からなり、こちらもアクセント位置が移動する。第3変化cは古フランス語の創出で、ラテン語に明確な祖形を持たない語彙からなる。第3変化dはラテン語の第3変化名詞各種と、不規則活用をする男性名詞からなる。
人名・職業名などで、男性名詞から女性形を作る場合には、男性名詞の語幹に -e を付す。ただし、男性名詞の語幹が -e で終わるときにはこの限りではない。例として、羊飼いを表す bergier の女性形は bergiere となる（現代フランス語ではそれぞれ berger, bergère）。

### 形容詞
形容詞は自身が修飾する名詞と性・数・格を一致させる。つまり、たとえば複数主格形の女性名詞を修飾する形容詞は女性・複数・主格形に活用させる必要がある。「裕福な女たち」を意味する femes riches では riche という形容詞は女性・複数形の riches となっている（格に関しては主格と斜格が同形）。
形容詞は活用の種類によって3つに分類できる。
- 第1変化形容詞 - おおまかにラテン語の第1・第2変化形容詞に対応する。
- 第2変化形容詞 - おおまかにラテン語の第3変化形容詞に対応する。
- 第3変化形容詞 - 主に、ラテン語の形容詞比較級のうちで単数主格が -ior、単数対格が -iōrem で終わるものからなる。

第1変化形容詞は女性・単数形（格は主格と斜格で共通）で語尾が -e となる。第1変化形容詞は男性・単数・主格形の違いに基づいて2つに分けることができる。第1変化形容詞aでは男性・単数・主格形の語尾が -s となる。
第1変化形容詞a：bon 「良い」（ラテン語：bonus、現代フランス語：bon）
|      | 男性 | 男性 | 女性 | 女性  | 中性 |
|      | 単数 | 複数 | 単数 | 複数  | 単数 |
| ---- | ---- | ---- | ---- | ----- | ---- |
| 主格 | bons | bon  | bone | bones | bon  |
| 斜格 | bon  | bons | bone | bones | —    |
第1変化形容詞bでは男性・単数・主格形の語尾が女性形同様 -e となる。第1変化形容詞bはラテン語の第2変化形容詞と第3変化形容詞のうち単数・主格形の語尾が -er であるものを含む。
第1変化形容詞b：aspre 「荒い」（ラテン語：asper、現代フランス語：âpre）
|      | 男性  | 男性   | 女性  | 女性   | 中性  |
|      | 単数  | 複数   | 単数  | 複数   | 単数  |
| ---- | ----- | ------ | ----- | ------ | ----- |
| 主格 | aspre | aspre  | aspre | aspres | aspre |
| 斜格 | aspre | aspres | aspre | aspres | —     |
第2変化形容詞では女性・単数形の語尾が -e でない。
第2変化形容詞：granz 「大きい、偉大な」（ラテン語：grandis、現代フランス語：grand）
|      | 男性  | 男性  | 女性        | 女性  | 中性  |
|      | 単数  | 複数  | 単数        | 複数  | 単数  |
| ---- | ----- | ----- | ----------- | ----- | ----- |
| 主格 | granz | grant | granz/grant | granz | grant |
| 斜格 | grant | granz | grant       | granz | —     |
なお、第2変化形容詞における重要なサブグループに、現在分詞の語尾が -ant となるものがある。
第3変化形容詞では活用形に伴って語幹も変化する。これはラテン語で imparisyllabic な活用（主格形よりも属格形の方が音節が多くなる活用）をする語でアクセント位置が格によって移動することと、かつ中性形で男性形・女性形と異なった活用形をとることに由来する。
第3変化形容詞：mieudre（英語の better）（ラテン語：melior、現代フランス語：meilleur）
|      | 男性       | 男性     | 女性    | 女性     | 中性  |
|      | 単数       | 複数     | 単数    | 複数     | 単数  |
| ---- | ---------- | -------- | ------- | -------- | ----- |
| 主格 | mieudre(s) | meillor  | mieudre | meillors | mieuz |
| 斜格 | meillor    | meillors | meillor | meillors | —     |
古フランス語後期には、第2変化形容詞と第3変化形容詞は第1変化形容詞に取り込まれていき、この変化は中期フランス語期には完了した。そのため大方のロマンス語では2つ以上ある形容詞の活用形が、現代フランス語では1つしかない。

### 冠詞
定冠詞
|      | 男性 | 男性 | 女性 | 女性 |
|      | 単数 | 複数 | 単数 | 複数 |
| ---- | ---- | ---- | ---- | ---- |
| 主格 | li   | li   | la   | les  |
| 斜格 | le   | les  | la   | les  |

不定冠詞
|      | 男性 | 男性 | 女性 | 女性 |
|      | 単数 | 複数 | 単数 | 複数 |
| ---- | ---- | ---- | ---- | ---- |
| 主格 | uns  | un   | une  | unes |
| 斜格 | un   | uns  | une  | unes |

### 動詞

#### -er動詞の略表
| 直説法 | 直説法 | 直説法   | 直説法         | 接続法       | 接続法 | 条件法                   | 命令法           |        |
|        | 現在   | 過去     | 未完了         | 未来         | 現在   | 未完了                   | 現在             | 現在   |
| ------ | ------ | -------- | -------------- | ------------ | ------ | ------------------------ | ---------------- | ------ |
| 一単   | dur    | durai    | duroie         | durerai      | dur    | durasse                  | dureroie         |        |
| 二単   | dures  | duras    | durois         | dureras      | durs   | durasses                 | durerois         | dure   |
| 三単   | dure   | dura     | duroit         | durera       | durt   | durast                   | dureroit         |        |
| 一複   | durons | durames  | duriiens/-ïons | durerons     | durons | durissons/-issiens       | dureriions/-ïons | durons |
| 二複   | durez  | durastes | duriiez        | dureroiz/-ez | durez  | durissoiz/-issez/-issiez | dureriiez/-ïez   | durez  |
| 三複   | durent | durerent | duroient       | dureront     | durent | durassent                | dureroient       |        |

その他
- 不定詞：durer
- 現在分詞：durant
- 過去分詞：duré